# 급부행정
급부행정(給付行政)이란 공익적 활동을 통하여 국민의 복지향상증진에 기여하는 공행정의 활동을 말한다.

## 급부행정에 법률유보가 필요한지 여부
적극설, 소극설 절충설 등이 있다.

## 종류
적극적으로 국민의 복지를 증진하기 위하여 행하는 수익적 활동으로, 공급행정과 사회보장행정 및 조성행정이 이에 속한다.

### 공급행정
국민에게 재화 또는 서비스를 공급하는 행정이다. 예를 들어, 학교 · 도로 · 수도 · 전기 · 가스의 공급, 쓰레기의 수거, 시영지하전동차의 운영, 영조물의 관리 및 운영, 농수산물도매시장의 개설이 있다.

### 사회보장행정
국민의 건강하고 문화적인 생활확보를 위한 행정이다. 예를 들어, 공공부조 · 사회 보험 · 특별원호 · 근로보호가 있다.

### 조성행정
국민의 생활영역을 구조적으로 개선시켜 주기 위한 행정이다. 예를 들어, 보조금 · 융자금의 지원, 기술지원이 있다.

## 같이 보기
- 법률유보

## 참고 문헌
- 김철용, 행정법 2(김철용)(제5판), 박영사. (ISBN 9788910513230)